# 정삼식
정삼식(1977년 3월 5일 ~ )은 대한민국의 희극 배우이다.

## 학력
- 대구가톨릭대학교 시각디자인과

## 출연작

### 방송
- 《웃음을 찾는 사람들》 (SBS)
- 《개그1》 (SBS)
- 《코미디빅리그》 (tvN)
- 《하땅사》 (MBC)